# Ogacenie
Ogacenie – przykrycie albo uszczelnienie służące do ochrony obiektu lub przedmiotu (np. budynku, ula, barci) przed zimnem.
W bartnictwie ogacenie barci zwykle było wykonywane z chrustu lub cienkich gałązek, rzadziej ze słomy. W przypadku istnienia śniota ogacenie znajdowało się między nim a dłużycą, a gdy śniota nie było, ogacenie przywiązywano do dębowych szpilek wbitych po obu stronach dłużycy.
Dawne ule mogły być ogacane gliną (którą zasmarowywano z zewnątrz całą dłużycę oraz szpary pomiędzy nią i ścianami ula), krowieńcem, krowieńcem z gliną, lub mchem.